# Patrice des Moutis
Pour les articles homonymes, voir Moutis.
Patrice des Moutis, né le 18 août 1921, à Paris et mort le 17 octobre 1975 à Saint-Cloud, longtemps connu simplement sous le nom de « Monsieur X », était un parieur français qui eut des démêlés avec la justice dans les années 1960 et 1970.

## Biographie
Ancien élève du lycée Janson-de-Sailly, il obtient le titre d'ingénieur à l'École Centrale (promotion 1943). Spécialiste de l'estimation des risques auprès de compagnies d'assurance, il a l'idée d'appliquer des calculs bayésiens pour maximiser ses chances aux courses en répartissant les risques un peu comme on le fait dans une gestion de portefeuille en bourse.
Le 12 novembre 1958 il se trouve avoir gagné le tiercé 35 fois dans l'ordre et 35 fois dans le désordre, raflant 5 millions de francs (anciens) pour une mise de 294 000 F, soit environ 20 fois la mise. Le PMU décide de s'intéresser à lui de très près. Il continue à jouer en augmentant les sommes pariées, et gagne notamment le tiercé 500 fois dans l'ordre et 2500 fois dans le désordre le 14 juillet 1961.
Les règles de pari sont alors modifiées par décret ministériel, empêchant un ticket de comporter plus de 25 fois la même combinaison de 3 chevaux. Des Moutis réalise alors qu'il suffit d'acheter plus de tickets, et fait part de cette faille à André Carrus, inventeur du tiercé ; il s'en sert notamment pour gagner en novembre plus de 5 millions de francs grâce à une mise de 8400 francs.
Le décret est alors modifié pour empêcher un même PMU de valider ces tickets. Le 1er janvier 1962, pour le tiercé de Vincennes, Des Moutis valide alors plusieurs tickets dans 92 PMU différents, pour un total de 55 millions de francs de mise. Il remporte plus de 492 millions de francs, qu'il fait remettre sous forme d'un chèque au porteur par Carrus en personne.
Le 16 mai 1962 paraît un décret changeant les règles du tiercé, disposant qu'un parieur ne peut parier plus de 60 nouveaux francs au total. Le 9 décembre 1962, pour le Grand Prix de Bordeaux, 83 parieurs répartis (dont 45 repris de justice) sur toute la France parient sur la même combinaison et gagnent au total plus de 4 millions de francs. La justice ordonne alors la saisie du gain et une plainte contre X est déposée.
Des Moutis devient conseiller de journaux turfistes (comme Le Meilleur, journal d'Alain Ayache) sous le nom de « Monsieur X. », qui était le nom sous lequel le PMU l'avait longtemps désigné. Il fut banni des courses en France, en Grande-Bretagne et en Irlande, mais continua à parier, notamment entre 1967 et 1969 avec sa famille.  
En 1973 il est lié à une affaire de paris truqués au prix Bride Abattue, où sont également impliquées certaines figures du milieu comme Jacky Imbert ; certains jockeys sont accusés d'avoir volontairement perdu la course au profit de certains parieurs, dont Des Moutis. Il est écroué à la prison de Fresnes le 21 février 1975 en détention préventive pour 142 jours. Il fut visiblement affecté par son séjour en prison, et certains spéculèrent après sa mort sur des liens avec le milieu contractés à cette occasion. Quelque temps après sa sortie de prison, le 17 octobre 1975 au matin, il est retrouvé mort dans le jardin de son domicile de Saint-Cloud, par un facteur, une balle tirée dans la bouche, sans que les circonstances de sa mort soient clairement élucidées. Des Moutis devait comparaître le 24 octobre 1975 devant le Tribunal de grande instance de Marseille, au sujet du prix d'Entressem, où certaines connaissances avaient gagné gros,.
Un an plus tard, son fils Francois Henry Leon Patrice Des Moutis, né le 18 octobre 1954 à Boulogne-Billancourt, qui contestait publiquement les circonstances du décès de son père, fut également retrouvé mort à Saint-Cloud le 12 novembre 1976, et la police conclut également au suicide.